# Onze-Lieve-Vrouw-Hemelvaartkerk (Sint-Lambrechts-Woluwe)

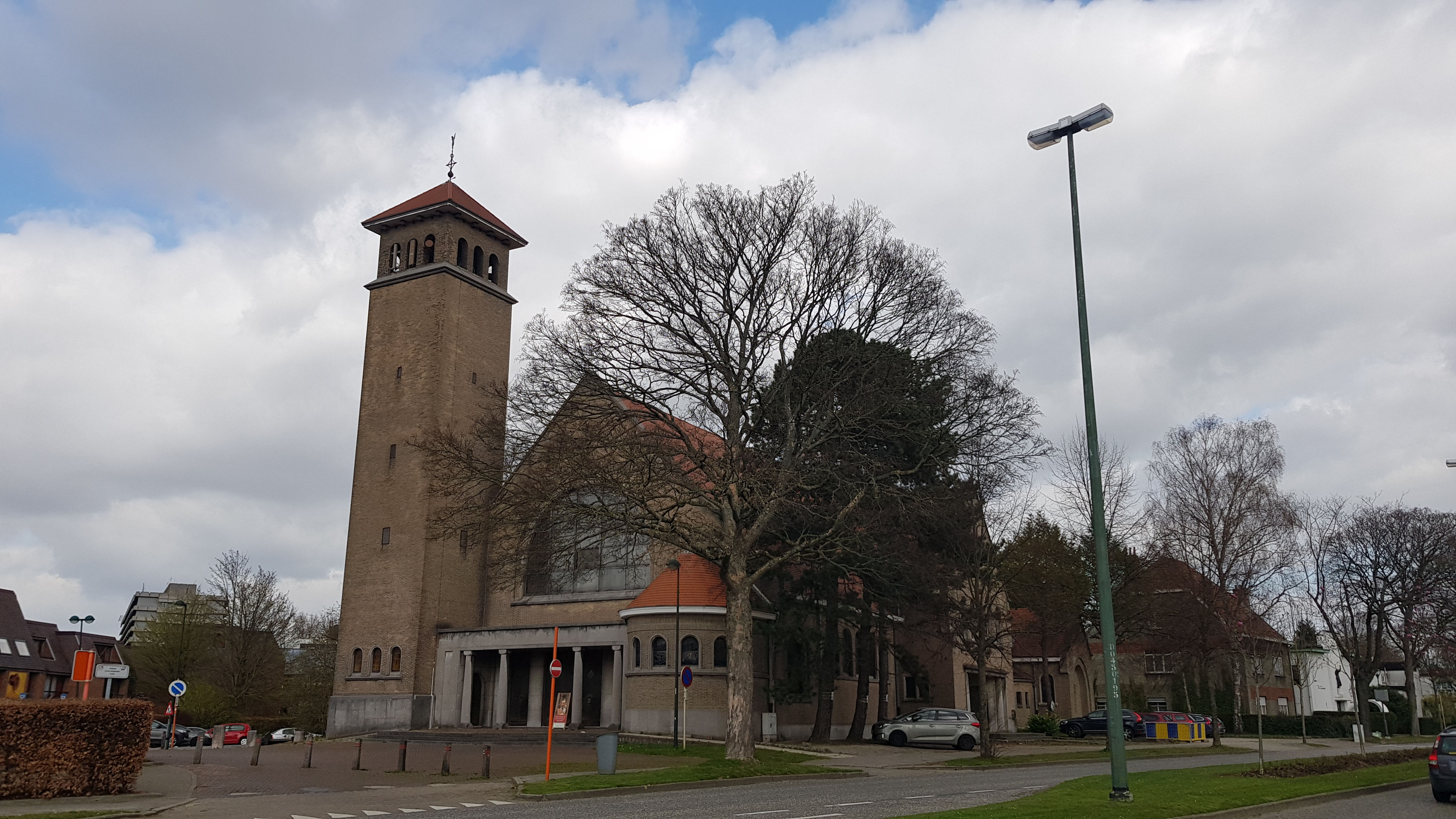
Onze-Lieve-Vrouw-Hemelvaartkerk

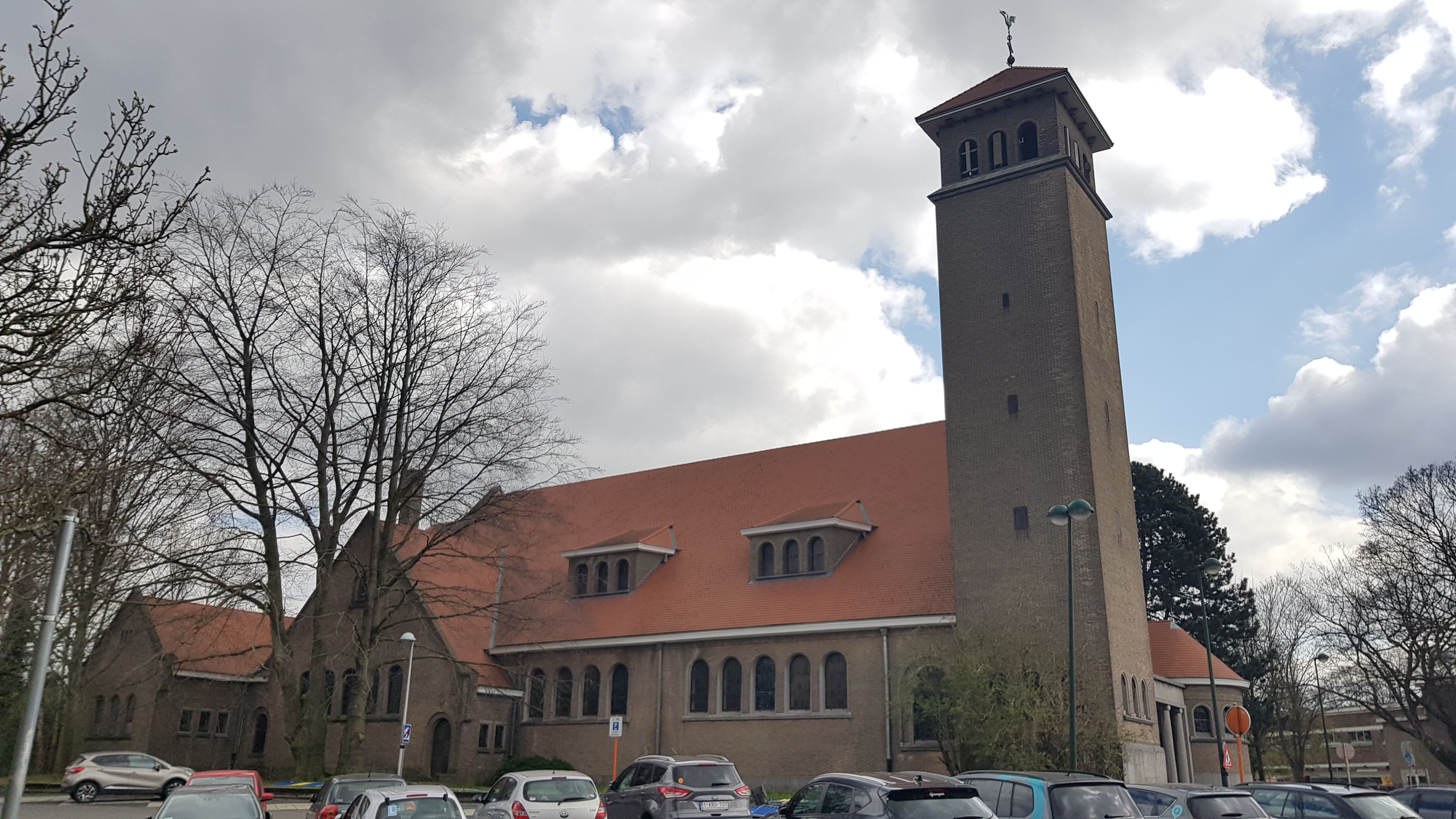

De Onze-Lieve-Vrouw-Hemelvaartkerk (Frans: Église Notre Dame de l'Assomption) is een kerkgebouw in de tuinwijk Kapelleveld in de Belgische gemeente Sint-Lambrechts-Woluwe in het Brussels Hoofdstedelijk Gewest. Het kerkgebouw staat aan de Emile Vanderveldelaan 151 (de N226), ten westen van de kerk ligt het Velghesquare. De parochie was opgericht in 1925 ten behoeve van de bewoners van de nieuwe tuinwijk. Een voorlopig kerkgebouw werd gebouwd in 1929.
Het huidige gebouw is gebouwd in 1955 naar het ontwerp van de architecten Henri Taelman en René Coppens.
Het kerkgebouw is opgedragen aan Maria-Tenhemelopneming en wordt beschermd als monument.

## Gebouw
Het georiënteerde kerkgebouw bestaat uit een kerktoren, een schip en een rondgesloten koor. De toren is in de front naast de lengte-as geplaatst en wordt gedekt door een tentdak. De kerk bezit een merkwaardige houten kruisweg door Lies Raes.